# Интеркосмос-България-1300
„Интеркосмос-България-1300“ или „Интеркосмос 22“, съкратено название „ИК-Б-1300” е научен космически апарат, проектиран и построен от Централната лаборатория за космически изследвания (БАН). Изстрелян е в околоземна орбита на 7 август 1981 г. като първи от двата космически апарата, изградени по програмата „България-1300” (вторият апарат по програмата е „Метеор-Природа”, изстрелян по-късно същата година), посветена на честванията на 1300 годишнината на страната, отбелязана през 1981 г.
„Интеркосмос-България-1300“ е първият български изкуствен спътник.
Каталожният му номер е 1981-075A. Спътникът е част от серията апарати и пилотирани космически полети, осъществени по международна космическа програма на СССР „Интеркосмос“, в рамките на която е проведена и програмата „България-1300”.

## Конструкция
Спътникът е проектиран и построен в България от Централната лаборатория за космически изследвания при БАН на основата на съветската платформа за метеорологични спътници „Метеор“ на ВНИИЭМ. Директори и научни ръководители на работата по създаването на „ИК-Б-1300” са Ст. Чапкънов, И. Кутиев и М. Гогошев от българска страна и В. Адаско от страна на Института за космически изследвания при Руската академия на науките (ИКИ-РАН), която е партнираща организация.
„ИК-Б-1300” тежи 1500 kg. Научният му комплекс е съставен от 12 прибора: 11 уреда за изследвания и измервания на лъчения и заредени частици, както и лазерен отражател за геодезични измервания, посредством който се е осъществявала и локацията на спътника.
Корпусът на космическия апарат, включително слънчевите панели, е покрит с проводящ материал, за да позволи правилно измерване на електрическите полета и нискоенергийната плазма. Осигурена е херметизация и темпериране на електрониката, разположена в корпуса. Захранването се осъществява посредством 2 слънчеви панела, които генерират 2 kW мощност и зареждат акумулаторна батерия, която служи като източник на енергия, когато спътникът е в период на затъмнение. Събраните данни се съхраняват на два касетофона, всеки с капацитет 60 мегабита. Основният предавател е с мощност 10 W, излъчващ в честота 130 MHz. Не е планирано оперативно ограничение на сигнала.

## Изстрелване
Апаратът е изстрелян в 13:35 часа на 7 август 1981 г. в близка до полярна орбита с инклинация 81,2°, с перигей 825 km и апогей 906 km от ракетата „Восток-2М“ от стартова площадка № 43/3 в Плесецк.

## Научна апаратура
„ИК-Б-1300” е оборудван с научна апаратура, изцяло проектирана и създадена в България. Научният комплекс включва:
| №    | Уреди и предназначение                           | Обозначение | Водещи учени                                                |
| ---- | ------------------------------------------------ | ----------- | ----------------------------------------------------------- |
| І.   | Плазмени изследвания:                            |             |                                                             |
| 1.   | Йонен уловител                                   | П6-ИЛ       | Т. Иванова, Т. Самарджиев, С. Сапунова, Г.Л. Гдалевич       |
| 2.   | Йонен дрейф                                      | ИД-1        | Л. Банков, Б. Киров, М. Гушева, В.Г. Истомин                |
| 3.   | Йоносферна плазма                                | П7-ЗЛ       | Т. Иванова, К. Георгиева, П. Костов, В.Ф. Губский           |
| 4.   | Електронна температура                           | ДИЕТ        | В. Марков, Д. Теодосиев, Х. Близнаков                       |
| 5.   | Анализатор на маси и енергии на йони             | АМЕЙ        | П. Неновски, Й. Семкова, Р. Колева, О. Вайсберг, В. Смирнов |
| ІІ.  | Измерване на потоци:                             |             |                                                             |
| 6.   | Анализатор на нискоенергийни протони и електрони | АНЕПЕ       | Ц. Дачев, И. Богомилов, Ю. Матвейчук, М. Телцов             |
| 7.   | Спектрометър протонни потоци                     | ПРОТОН-1    | К. Казаков, И. Георгиев, Н. Николаева                       |
| ІІІ. | Измерване на електрически и магнитни полета      |             |                                                             |
| 8.   | Електростатични полета                           | ИЕСП        | Г. Станев, Д. Теодосиев, М. Петрунова, В. Чмырев            |
| 9.   | Магнитно поле                                    | ИМАП        | А. Бочев, И. Аршинков, Л. Юсгов                             |
| ІV.  | Оптични измервания                               |             |                                                             |
| 10.  | Ултравиолетова спектрометрична система           | ФОТОН-1     | М. Гогошев, Б. Мендева, С. Съргойчев, Л.П. Смирнова         |
| 11.  | Спектрофотометър за видимата област              | ЕМО-5       | М. Гогошев, Н. Петков, Ц. Гогошева, А. Кузмин               |
| V.   | Геодезични измервания                            |             |                                                             |
| 12.  | Оптическа лазерна светлоотражателна система      | ОЛСС        | Н. Георгиев, Ал. Хаджийски, Вл. Диков, Г. Кръстев           |

Комплексът от научни инструменти е разположен в основата на космическия апарат (постоянно ориентирана към Земята с точност +/-1°), откъдето с помощта на датчици автоматизирано събира данни за електромагнитното поле на Земята, параметрите на заобикалящата спътника плазма, както и оптичните емисии от йоносферата, над която преминава текущо орбитата му. Много от датчиците са разположени на разгъващи се след старта щанги с различни дължини, за да се избегне влиянието на корпуса на спътника върху точността на измерванията.

## Научна програма
Научната програма на спътника продължава 18 месеца. На българската страна са предоставени общо 750 сеанса с данни, получени по неговата телеметрична система. Първият получен сеанс е от 13.08.1981 г. (сеанс 91), последният - от 16.02.1983 г. (сеанс 7893). Получените телеметрични данни са обработени в Централната лаборатория за космически изследвания при БАН като по-късно част от тях са дигитализирани. По информация, актуална към 2000 г., цифровизираните данни са както следва: 189 сеанса от 1981 г., 191 от 1982 г. и 4 от 1983 г.
Локацията на космическият апарат е осъществявана чрез оптическата лазерна светлоотражателна система, монтирана на корпуса. В програмата се включват 14 лазерни станции, разположени в различни географски точки на Земята като са извършени над 2000 измервания на разстоянията до спътника.

## Състояние
Към 2020 г. спътникът е все още в орбита, работи и предава информация за частиците около полярните региони.
Актуалното му местоположение може да се наблюдава в сайта на stuffin.space